# Kosaka
Kosaka (小坂町?) è una cittadina giapponese della prefettura di Akita.

## Storia
L'area di Kosaka faceva parte dell'antica provincia di Mutsu e durante il periodo Edo era governata dal clan Nanbu del feudo di Morioka. La strada “Kosaka-kaido”, che collegava i feudi di Morioka e Hirosaki, passava per Kosaka. Nelle miniere di Kosaka vennero scavati giacimenti di oro e argento dalla Fujita-gumi, predecessore della moderna impresa Dowa Holdings, per conto del clan Nambu. Dopo l'inizio del periodo Meiji, l'area divenne parte per un breve periodo della provincia di Rikuchū, prima di essere trasferita alla prefettura di Akita nel 1871. Entrò a far parte del distretto di Kazuno, prefettura di Akita, nel 1878. Kosaka assunse il titolo di villaggio con l'introduzione del sistema delle municipalità il 1º aprile 1889. Ottenne lo status di cittadina il 12 maggio 1914.